# Federico Augusto Porter Barnard
Federico Augusto Porter Barnard (5 de mayo de 1809 a 27 de abril de 1889) científico, educardor y orador norteamericano fundador del "Colegio Barnard" (Barnard college) universidad privada femenina en 1889 y en sociedad con la Universidad de Columbia en New York.

## Biografía
Federico Augusto Porter Barnard nació en Sheffield, Massachusetts, el 5 de mayo de 1809. Su hermano, John G. Barnard era un oficial de ingeniería de carrera en el Ejército de los E.U. durante la Guerra Civil Americana. En 1828 se graduó como científico, en segundo lugar en la lista de honor, en la Universidad de Yale. Después fue a su vez un profesor en Yale, y cuando comenzó a perder la audición debido a una condición hereditaria se convirtió en un maestro (1831-1832) en la sociadad Americana para Sordo-Mudos en Hartford, Connecticut, y un maestro ( 1832-1838) en el Instituto de Nueva York para la Instrucción de Sordo-Mudos.
Desde 1838 hasta 1848 fue profesor de matemáticas y filosofía natural, y desde 1848 hasta 1854 fue profesor de química y de historia natural en la Universidad de Alabama, por dos años, también presidente de la literatura de Inglés. En 1854 fue ordenado como diácono en la Iglesia Episcopal Protestante. En el mismo año fue nombrado profesor de matemáticas y filosofía natural en la Universidad de Mississippi, de la institución que fue canciller desde 1856 hasta el estallido de la Guerra Civil, cuando, sus simpatías están con el Norte, renunció y se fue a Washington. Estuvo a cargo de la hoja marítima y el departamento gráfico del guarda costas de la Unión.
En 1864 se convirtió en el décimo presidente de Columbia College (ahora Universidad de Columbia) en New York, cargo que desempeñó hasta el año antes de su muerte, su servicio fue el más largo que el de cualquiera de sus predecesores. Durante este período el crecimiento de la universidad fue rápida, se crearon nuevos departamentos, el sistema electivo se amplió considerablemente; se hizo el departamento de estudios de postgrado y de investigación, y la matrícula se incrementó de 150 a más de 1000 estudiantes. Barnard se esforzó por darle privilegios educativos a las mujeres para que las aceptara la universidad, igual que a los hombres, por medio de Barnard College, pero esto no ocurrió sino hasta su muerte, inmediatamente después de su muerte la universidad acepto a las mujeres.
Barnard trabajo como académico, matemático, físico, químico y orador. En sus informes anuales a la Junta de Síndicos de Columbia incluyó discusiones de los problemas educativos.
Barnard y Henry Arnold Guyot fueron redactores jefe de Johnson universal enciclopedia de Nueva York.
Barnard escribió un Tratado de Aritmética (1830), gramática de análisis con el simbólico Ilustración (1836); Cartas colegiales sobre Gobierno (1855), y los recientes progresos en la ciencia (1869).
Murió en Nueva York el 27 de abril de 1889.